# Rafail Levickij
Rafail Sergejevič Levickij (Rafael Sergeevich Levitsky nebo Raphael Sergeevich Levitsky; Рафаил Сергеевич Левицкий; 1847–1940) byl ruský romantický a impresionistický umělec a fotograf, který byl aktivním účastníkem hnutí Peredvižniků.
Rafail Levickij se narodil v bohaté aristokratické rodině. Byl synem hraběte Sergeje Levického (1819–1898), jednoho ze zakladatelů fotografie v Rusku, průkopníka, vynálezce, inovátora a portrétního fotografa. Oženil se s Annou Vasiljevnou Olsufevskou. Byl bratrancem z druhého kolena Alexandra Gercena (1812–1870), spisovatele a významné osobnosti veřejného života
Byl přítelem Lva Nikolajeviče Tolstého (1828–1910), kterého navštěvoval a zůstával s ním a jeho ženou na několika událostech.
Rafail Levickij byl také profesorem umění a uznávaným umělcem, dvorním fotografem nejvíce známým svými portréty rodina cara Mikuláše II. Alexandroviče, posledního císaře Ruska.

## Život a dílo
Jeho otec Sergej Lvovič Levickij byl portrétní fotograf, vynálezce a inovátor, jeden z prvních ruských fotografů vůbec. V Petrohradu vlastnil nejstarší a nejznámější fotoateliér. Je autorem několika technických vylepšení v technice fotografie. Jako jeden z prvních využíval umělé osvětlení, zabýval se ostrostí, používal fotografické měchy, jako jeden z prvních používal zaměnitelný dekor na malovaném pozadí, retušoval negativy, které také používal na montáž. Vícekrát zvítězil na mezinárodních výstavách.

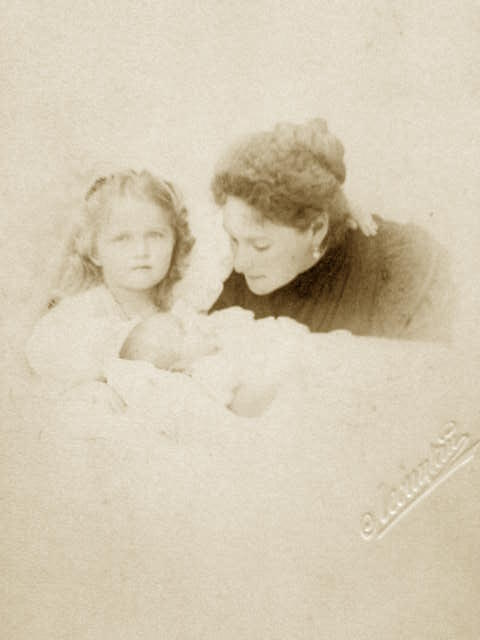
Rafail Levickij: Carevna Alexandra s Olgou a Marií, (1899) Di Rocco Wieler Private Collection, Toronto, Kanada

Jeden z prvních velkých fotografických ateliérů v Rusku byl ten, který vlastnil a provozoval Sergej Levickij. Založil jej po svém návratu z Paříže na podzim roku 1849 v Petrohradu s názvem Светопись (Kresba světlem) 22. října 1849. Zde pořídil portréty ruských spisovatelů, výtvarníků a osobností veřejného života. Nejslavnější fotografie Levického je pravděpodobně skupinový portrét ruských spisovatelů - redaktorů časopisu Современник (Současník): Ivan Alexandrovič Gončarov, Ivan Sergejevič Turgeněv, Lev Nikolajevič Tolstoj, Dmitrij Vasiljevič Grigorovič, Alexandr Vasiljevič Družinin a Alexandr Nikolajevič Ostrovskij, který zrealizoval v roce 1856.

Levickij se nejvíce proslavil portrétními fotografiemi umělců, spisovatelů a osobností veřejného života (mezi těmito významnými osobnostmi byli např. Nikolaj Někrasov, Vladimir Sollogub, Fjodor Ťutčev, Pjotr Vjazemskij, Alexandr Strugovščikov, Vasilij Botkin, Ivan Panajev, Pavel Annenkov, Dmitrij Grigorovič, Sergej Volkonskij).

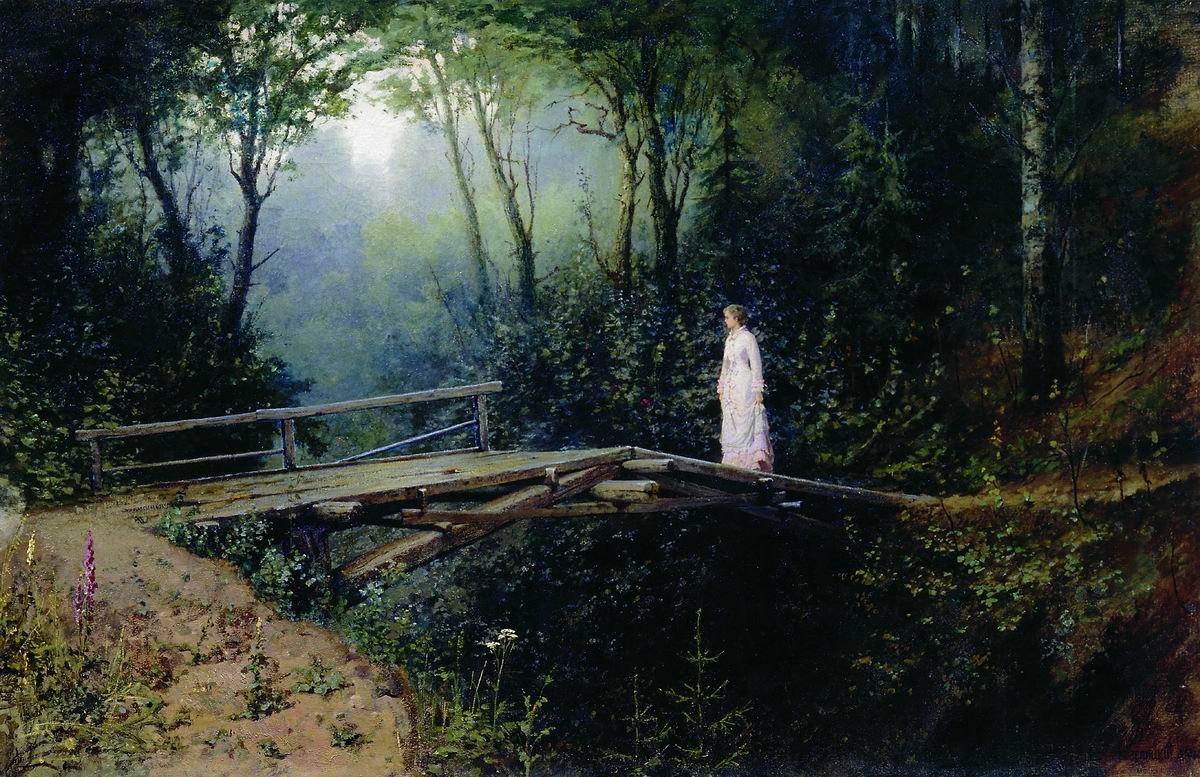
Rafail Levickij: Most v lese, Stavropoloplské muzeum, Stavropol, Rusko

Do devadesátých let bylo studio společným podnikem otce a jeho syna Rafaila Levického. Fotografie z této doby mají na rubu rozlišovací text Levickij a syn (Левицкий и сын).
V květnu 1878 byl v rámci Ruské technické společnosti (Русское Техническое общество) jedním ze zakladatelů oddělení Fotografie a její aplikace, které spolupracovalo s Dmitrijem Ivanovičem Mendělejevem a dalšími vědci, a experimentovalo s fotografováním při umělém světle.
Po smrti svého otce v roce 1898 pokračoval v rodinné tradici portrétního studia syn Rafail, pořídil slavné fotografie cara Mikuláše II. a carevny Alexandry a jejich dětí Olgy, Taťány, Marie a Anastázie a Alexeje Nikolajeviče. Fotografie Romanovců byly tak populární, že si vyžádaly zvláštní reprodukované vydání nakladatelství Bon Marché.
Zatímco v Petrohradu studio stále fungovalo, Rafail začal tradici fotografování ruských herců a běžných obyvatel Ruska.
Studio se nacházelo na nábřeží řeky Mojky 30 (léta 1860), později na ulici Něvském prospektu 28 (1890) a nakonec v ulici Kazaňskaja 3 (1898, dům se nezachoval).
Levického petrohradské studio zůstalo v provozu až do roku 1918, kdy bylo Sověty uzavřeno.

## Dědictví

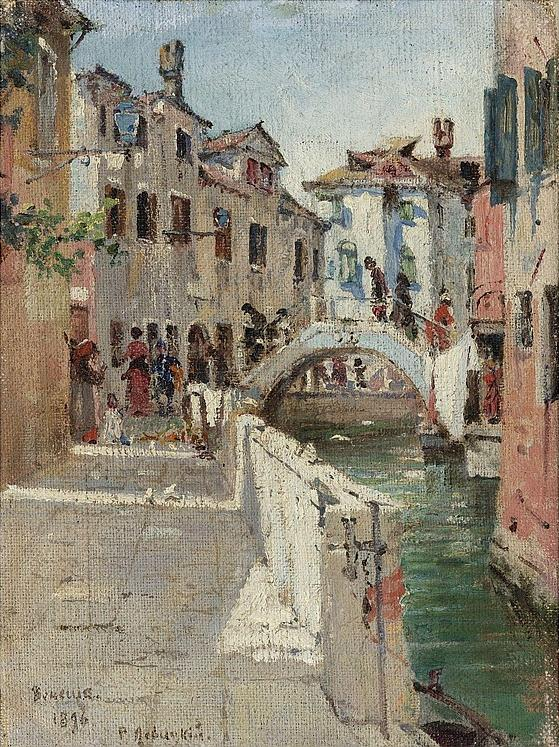
Ranní imprese kanálu v Benátkách (1896)

Odkazy Sergeje a Rafaila Levických byly během sovětské éry potlačovány, podobně jako se staly obětí aristokratický původ a vztahy k rodině Romanovců.
Během sovětské éry zněl oficiální výklad vývoje fotografie v Rusku v předrevolučním období takto: „V naší zemi, do Velké říjnové socialistické revoluce, fotografický průmysl nebyl. Fotografické produkty se vyráběly jen v několika málo polořemeslných továrnách. Přestože naši krajané byli spojeni s mnoha zásadními vynálezy ve fotografii... vládnoucí kruhy autokracie bránily rozvoji domácí fotografie, fotoaparáty, desky a fotografický papír se dovážely především ze zahraničí“.

## Galerie

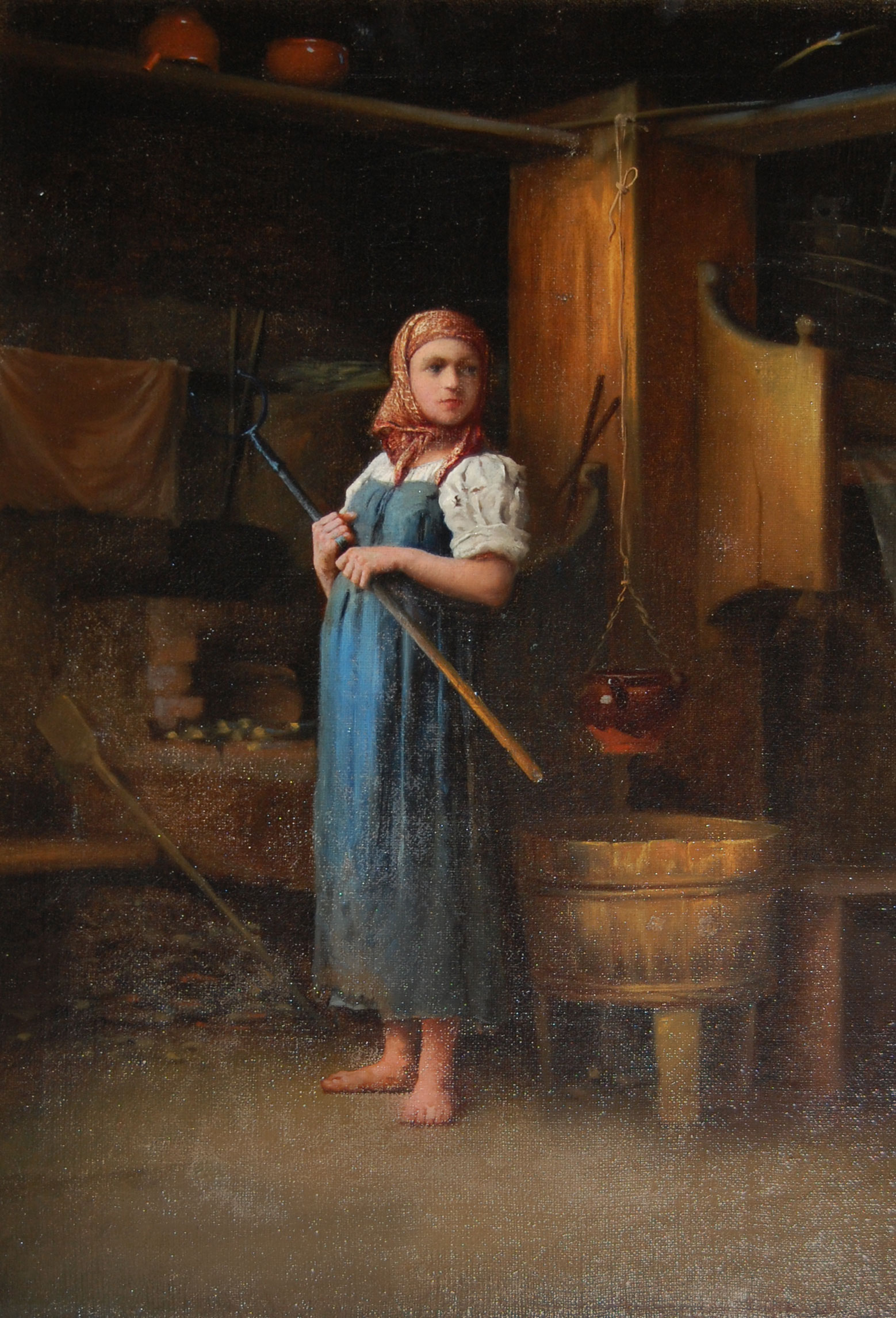
Portrét vesnické dívky (1877), Nekrasov Apartment Museum, Petrohrad, Rusko
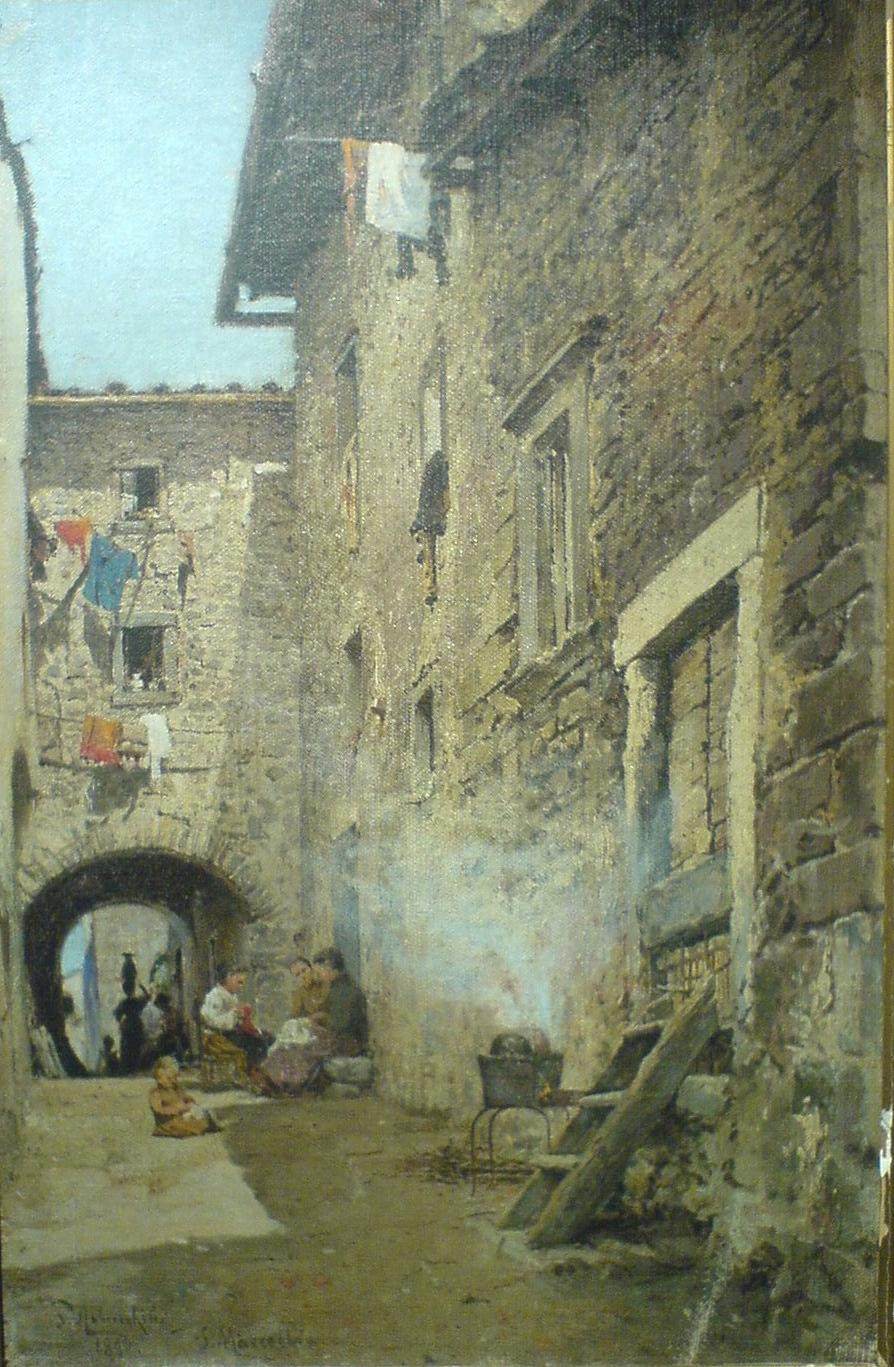
Pohled na Mazzolada di Lison, Veneto, Itálie (1896), Di Rocco Wieler Private Collection, Toronto, Kanada
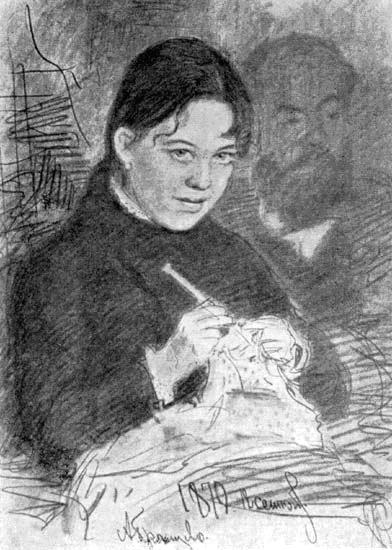
R.S. Levickij (vzadu) a E.L. Prahova (vpředu) skica Ilji Repina Repin (1879)
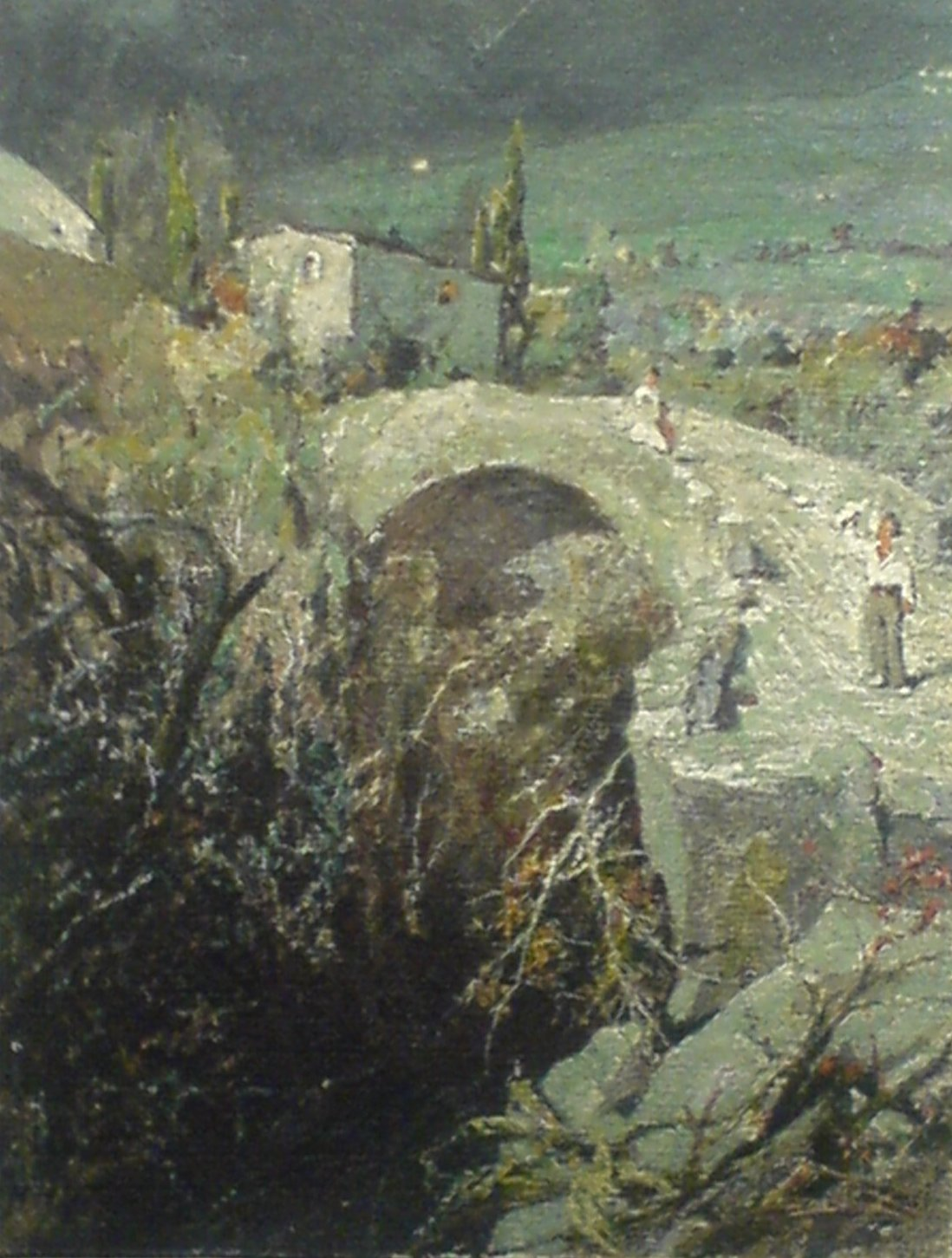
Večerní nálada v Rapallo, Genova, Liguria, Itálie (1885) Di Rocco Wieler Private Collection, Toronto, Kanada
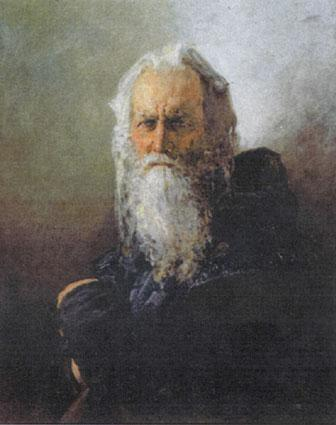
Dědeček Vlas. (1895) The Chuvash State Art Museum, Chuvashia Republic
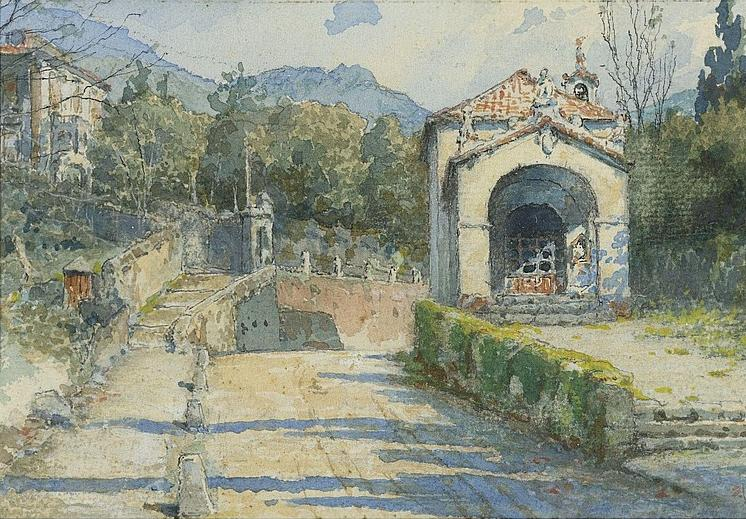
Villa a hostinec v Trieste, Friuli-Venezia Giulia, Itálie (1907), Di Rocco Wieler Private Collection, Toronto, Kanada
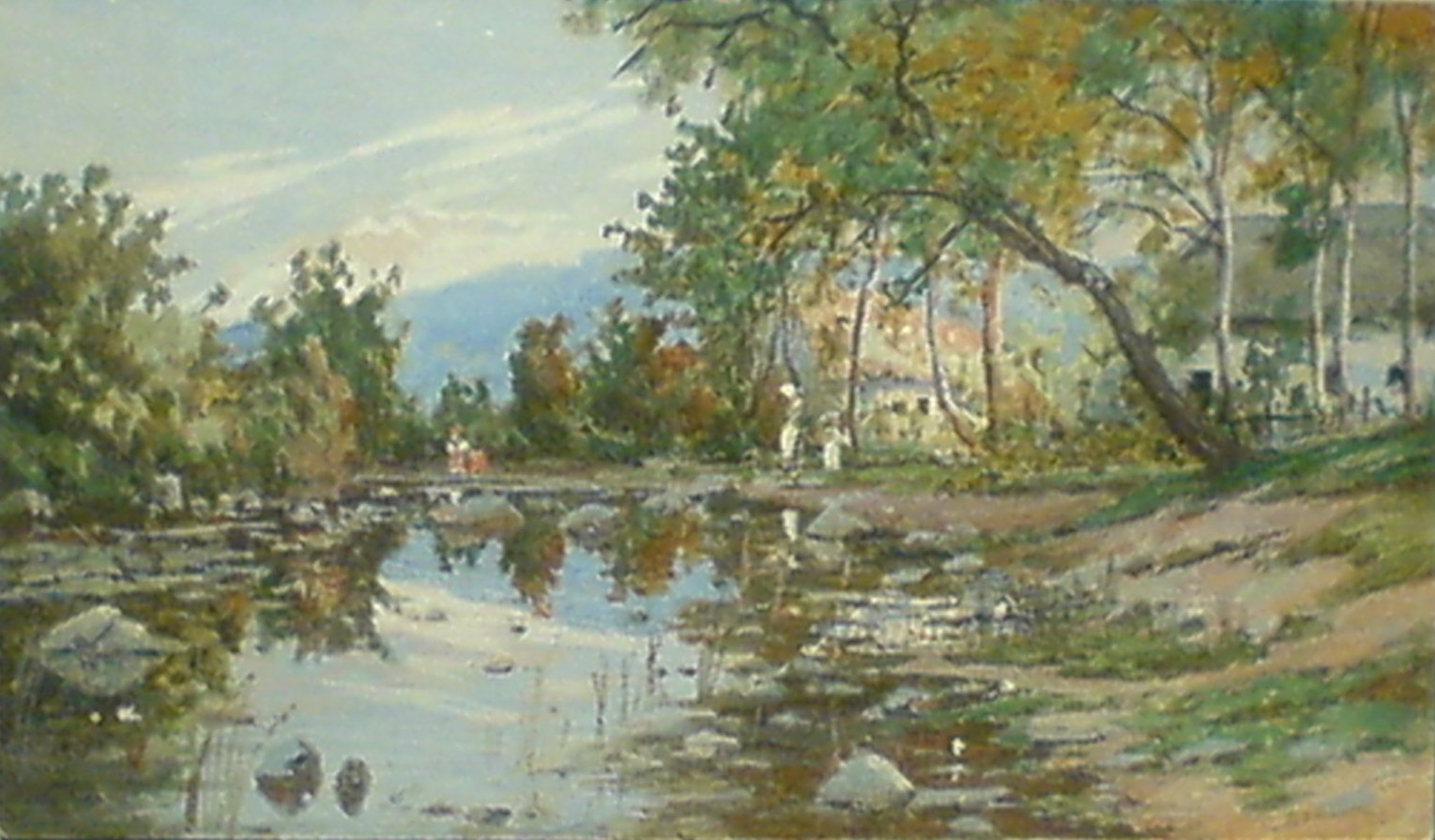
Odpolední nálada o ruském snu (1908) Di Rocco Wieler Private Collection, Toronto, Kanada